# 青藏沙鸻
青藏沙鸻（学名：Charadrius atrifrons）一种分布于亚洲帕米尔高原、天山山脉、青藏高原及蒙古国南部等地区的鸟类，属于鸻科鸻属。
本种原属于蒙古沙鸻（Charadrius mongolus）西部种群的三个亚种——pamirensis（繁殖于帕米尔高原）、 atrifrons（繁殖于西藏）、 schaeferi（繁殖于青海）。2022年，研究人员基于遗传进化分析及结合鸣声数据研究结果，将蒙古沙鸻的西藏亚种、新疆亚种和青海亚种作为独立种－青藏沙鸻 Charadrius atrifrons。
2023年，世界鸟类学家联合会承认了青藏沙鸻作为单独的物种。